# Gle Bariehbakme
Gle Bariehbakme är ett berg i Indonesien.   Det ligger i provinsen Aceh, i den västra delen av landet, 1 800 km nordväst om huvudstaden Jakarta. Toppen på Gle Bariehbakme är 322 meter över havet.
Terrängen runt Gle Bariehbakme är kuperad åt sydväst, men åt nordost är den platt. Runt Gle Bariehbakme är det tätbefolkat, med 297 invånare per kvadratkilometer. Trakten runt Gle Bariehbakme består till största delen av jordbruksmark.